# Nic Strange
Nicolas „Nic“ Adam Strange (* 26. März 1987) ist ein walisischer Badmintonspieler. 

## Karriere
Nic Strange wurde 2012 erstmals nationaler Meister in Wales. Ein weiterer Titelgewinn folgte 2013. 2012 und 2014 siegte er bei den Iceland International, 2012 ebenfalls bei den Slovak International sowie 2013 bei den Cyprus International.